# Smolenskaja (Filjovskajalinjen)
Smolenskaja (ryska: Смоленская), är en station på Filjovskajalinjen i Moskvas tunnelbana.
Stationen invigdes 1935 och är en av tunnelbanans ursprungliga stationer.